# Curt von Kronhelm

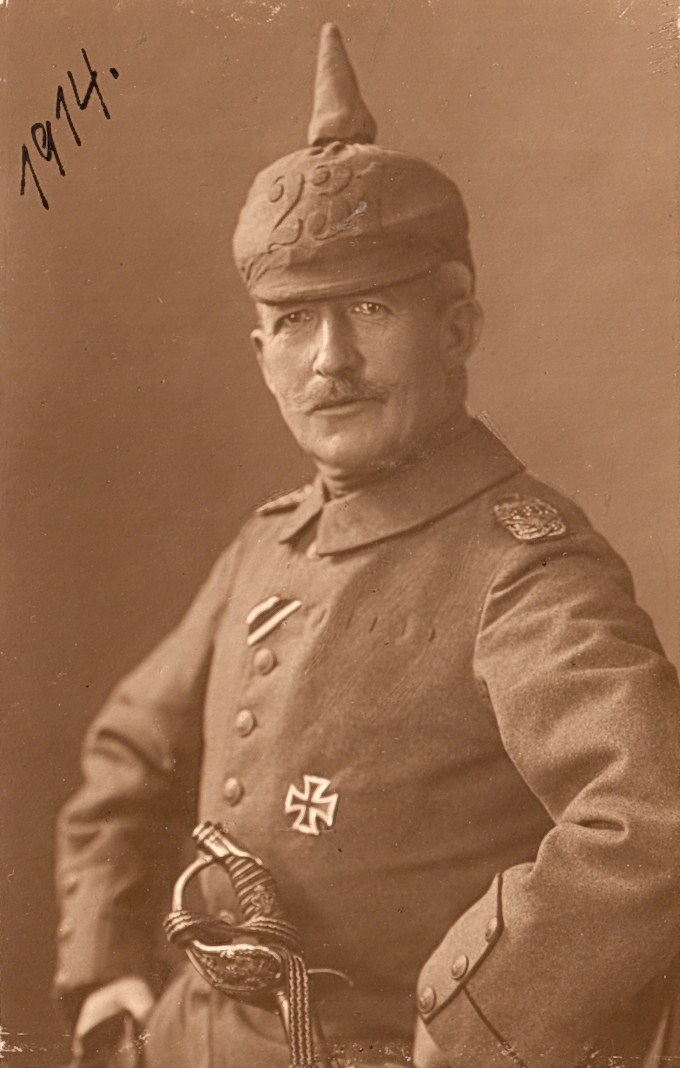
Curt von Kronhelm (1914)

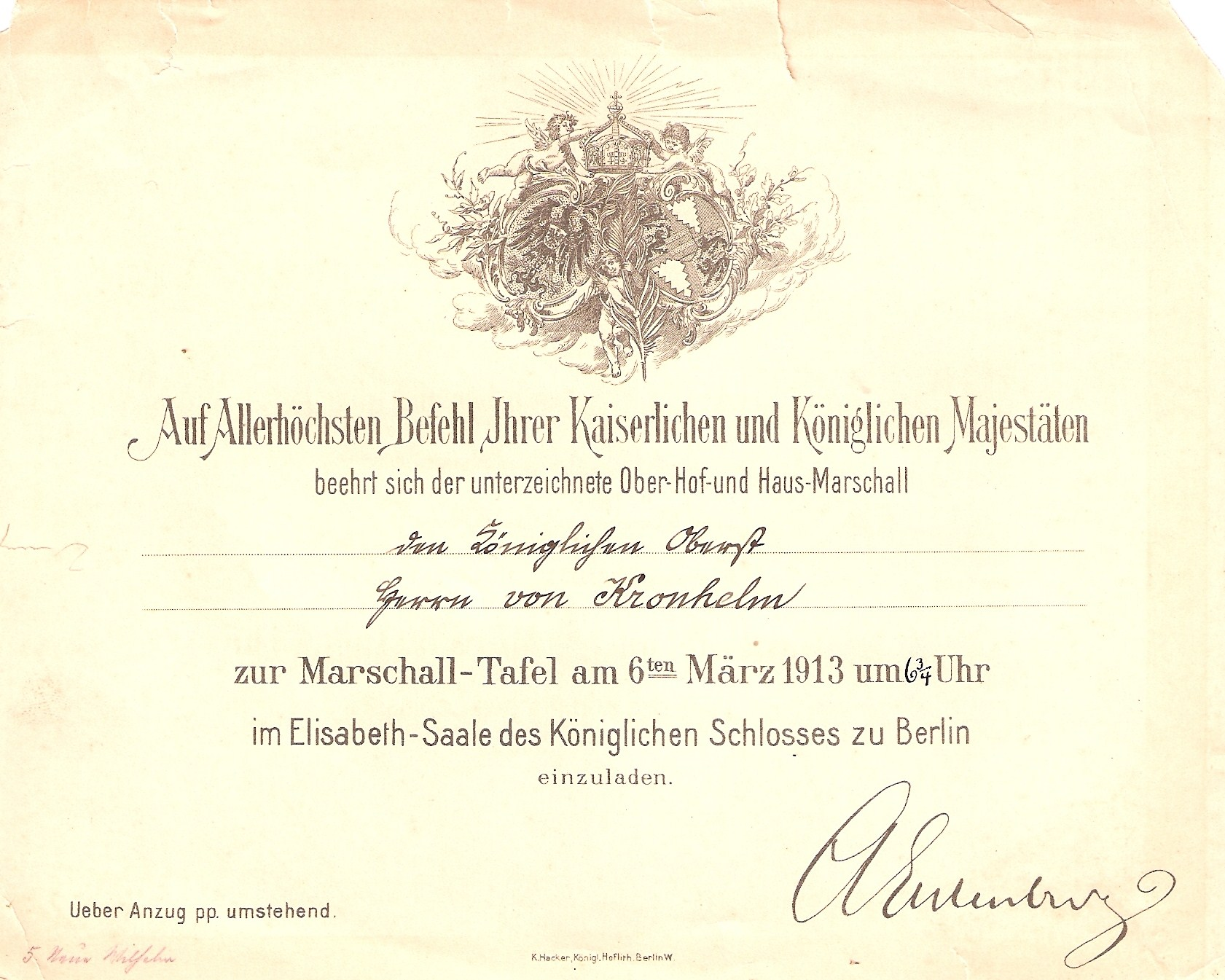
Einladung ins Berliner Stadtschloss (1913)

Adolf Hermann Curt Bernhard von Kronhelm (* 13. August 1859 in Glatz, Landkreis Glatz, Provinz Schlesien; † 16. April 1937 in Halle (Saale)) war ein preußischer Generalmajor.

## Leben

### Militärkarriere
Kronhelm absolvierte das Kadettenkorps und wurde am 14. April 1877 als Sekondeleutnant dem 4. Niederschlesischen Infanterie-Regiment Nr. 51 der Preußischen Armee überwiesen. Dort stieg er Mitte Februar 1887 zum Premierleutnant. 1890 erfolgte unter Stellung à la suite des Regiments seine Kommandierung als Lehrer zum Kadettenhaus Wahlstatt. Am 27. Januar 1892 wurde er zum Hauptmann befördert und am 25. März 1893 in das Kadettenkorps versetzt. Kronhelm kehrte am 16. März 1894 in sein Stammregiment zurück und war als Chef der 10., später der 6. Kompanie tätig. Als überzähliger Major wurde er am 18. November 1902 nach Königsberg in das Grenadier-Regiment „Kronprinz“ (1. Ostpreußisches) Nr. 1 versetzt und 1904 zum Kommandeur des Füsilier-Bataillons ernannt. Daran schloss sich im Juli 1909 eine Verwendung als Oberstleutnant und Bataillonskommandeur im Infanterie-Regiment „Herzog Karl von Mecklenburg-Strelitz“ (6. Ostpreußisches) Nr. 43 an. 1910 rückte Kronhelm als etatsmäßiger Stabsoffizier in den Regimentstab auf. Mit seiner Beförderung zum Oberst wurde Kronhelm am 22. April 1912 zum Kommandeur des 2. Niederschlesischen Infanterie-Regiments Nr. 47 in Posen ernannt. Als solcher war er am 6. März 1913 „auf Befehl ihrer Kaiserlichen und Königlichen Majestäten“ zur Marschall-Tafel im Elisabeth-Saal des Berliner Schlosses eingeladen. In Genehmigung seines Abschiedsgesuches wurde Kronhelm am 22. März 1914 mit der gesetzlichen Pension zur Disposition gestellt und vom 1. April 1914 zur Dienstleistung beim Kommando des Landwehrbezirks Halle (Saale) kommandiert.
Während des Ersten Weltkriegs wurde Kronhelm als z.D.-Offizier wiederverwendet. Er fungierte als Führer des Reserve-Infanterie-Regiments Nr. 231 und nahm als Generalmajor seinen Abschied.

### Familie
Am 29. März 1890 heiratete er in der Garnisonkirche in Breslau Clara Schwarz (* 7. Dezember 1862; † 16. Oktober 1943), die Tochter des Franz Schwarz, Präsident der Generalkommission für die Provinz Schlesien. Am 24. März 1893 wurde die Tochter Karin von Kronhelm (1893–1986) geboren, die den Theologen Ernst von Dobschütz heiratete. Zwei Jahre später (1895) wurde Sohn Horst, im Folgejahr 1896 Sohn Joachim geboren.